# Dan Claudiu Vornicelu
Dan Claudiu Vornicelu (n. 11 octombrie 1973, Bacău – d. 14 iunie 2010, București) a fost un violonist și pedagog român, fost student al lui Ștefan Gheorghiu. Este considerat unul din cei mai importanți muzicieni români.

## Biografie artistică
Dan Claudiu Vornicelu a început studiul viorii la patru ani, cu profesorul băcăuan Alexandru Rugină, iar la șase ani a debutat în concert cântând cu orchestra Filarmonicii “Mihail Jora” din Bacău, sub bagheta maestrului Ovidiu Bălan.
De aceea, părinții săi, medici, s-au decis să se mute în București, cu cei doi copii ai lor, astfel că între 1980 și 1992, copilul a studiat vioara la Liceul „George Enescu" din București, iar în paralel a beneficiat de îndrumările lui Mihai Constantinescu. A continuat studiile la Universitatea Națională de Muzică București, unde i-a avut ca profesori pe Ștefan Gheorghiu, Dan Cumpătă, Viniciu Moroianu și Raluca Voicu. S-a perfecționat apoi cu Ruggiero Ricci, la Berlin, în 1990. Ulterior a participat la cursuri de măiestrie cu Federico Agostini, Werner Scholtz, Ion Voicu și Petru Munteanu.
În anul 2008 Dan Claudiu Vornicelu a obținut titlul de doctor în muzică, cu distincția magna cum laude, la Universitatea Națională de Muzică din București, unde, din 1999, era asistent universitar, la Catedra de Instrumente cu coarde, vioară.
Ultimul concert al lui Dan Claudiu Vornicelu a fost susținut la decernarea Premiilor Uniunii Scriitorilor, vineri, 11 iunie 2010, la Biblioteca Centrală Universitară.
Din cauze neelucidate, la numai 36 de ani, s-a sinucis, aruncându-se de la etajul opt al blocului în care locuia.

## Activitate
La vârsta de 9 ani, violonistul, considerat deja un geniu datorită virtuozității sale de excepție, l-a interpretat pe George Enescu, copil, în documentarul de televiziune „Săteasca", regizat de Viorel Sergovici în 1982, despre viața marelui compozitor.
Dan Claudiu Vornicelu a concertat cu orchestre simfonice precum: Filarmonica „George Enescu” din București, Orchestra Națională Radio, orchestra Suisse Romande (Elveția), Orchestra Conservatorului din Metz (Franța), Filarmonica din Borna (Germania), Filarmonica de Stat Transilvania din Cluj, Filarmonicile din Iași, Timișoara, Craiova, Bacău, Brașov, Ploiești. A fost invitat la festivalul muzical de la Usedom (Germania), patronat de Kurt Masur și a efectuat un turneu în Italia, ca solist al Filarmonicii din Craiova, în Anul Internațional Mozart. Dan Claudiu Vornicelu a efectuat, de asemenea, un turneu în SUA, în calitate de membru al orchestrei Bamberg Symphoniker (Germania). A fost și membru al Orchestrei de Cameră a Asociației Europene a Conservatoarelor.

## Premii
La vârsta de 6 ani, Dan Claudiu Vornicelu a câștigat Premiul “Lira de Aur”, ca debutant al Orchestrei Simfonice din Bacău.
De-a lungul carierei sale, a obținut numeroase premii I la concursuri internaționale precum:
- Wieniawsk (Polonia, 1982),
- Kocian (Cehoslovacia, 1984),
- Citta di Stresa (Italia 1987),
- Kloster Schöntal (Germania, 1989),
- Tibor Varga (Premiul II, Elveția, 1989) - premiul I nu a fost acordat,
- George Enescu al Festivalului Internațional „George Enescu” (Premiul I și Premiul Special pentru cea mai bună interpretare a Sonatei a III-a pentru pian și vioară în caracter popular românesc, în la minor, op. 25 de George Enescu, București, 1991),
- Pacem in Terris (Bayreuth, 1991).

## Lucrări publicate
- Repere stilistice ale muzicii de cameră franceze în sonata pentru vioară și pian, 1850-1900" (teza de doctorat), Editura Conservatorului.[2]
- Repere stilistice ale muzicii de cameră franceze, 2009[3]